# Gérson
Gérson, tên đầy đủ Gérson de Oliveira Nunes, (sinh ngày 11 tháng 1 năm 1941 tại Niterói), biệt danh là Canhotinha de ouro (chân trái vàng) là cầu thủ bóng đá người Brazil, là thành viên của đội tuyển Brasil vô địch World Cup 1970. Trong sự nghiệp ông từng chơi cho Botafogo, Flamengo, São Paulo FC và Fluminense. Ông được coi là một trong những cầu thủ chơi hay nhất ở World Cup 1970, mặc dù ở World Cup 1966 ông chơi không được hay lắm, nhưng ở World Cup 1970 ông đã thể hiện được mình là một bậc thầy trong kiến thiết lối chơi cho đội tuyển. Ông là cầu thủ tiền vệ chơi hay nhất trong trận chung kết gặp Italia. Ông có 70 lần khoác áo đội tuyển quốc gia và ghi được 14 bàn thắng.